# 8 the Liar
8 the Liar è un gioco di carte ideato da Odd Hackwelder basato sul bluff. Lo scopo del gioco consiste nel liberarsi per primo di tutte le carte in mano, cercando di confondere gli avversari sul valore totale delle carte in tavola.

## Svolgimento
Sul fronte delle carte è presente un numero variabile tra 0 e 8. Il primo giocatore piazza coperte al centro del tavolo un certo numero di carte della propria mano dichiarando che la loro somma è 8: gli avversari possono decidere se credere alla dichiarazione oppure dubitare giocando una delle loro 3 fiche Liar.
Se nessuno dubita, il giocatore successivo in ordine di turno gioca a sua volta aggiungendo le sue carte a quelle già presenti sul tavolo; se invece la giocata viene contestata si rivelano le carte sul tavolo e, a seconda che la dichiarazione risulti vera o falsa, le carte verranno raccolte rispettivamente da chi ha dubitato o da chi ha bluffato.
Vince il primo giocatore che rimane senza carte e senza fiche Liar.